# Roger Van de Wouwer
Roger Van de Wouwer (Hoboken, 21 juli 1933 - Wilrijk, 22 oktober 2005) was een Belgisch surrealistisch kunstschilder en illustrator.

## Biografie
Omdat Roger Van de Wouwer (soms foutieve schrijfwijze : Roger Van de Wouver) op zestienjarige leeftijd fotografie wou studeren, gaat hij naar de Academie en volgt de avondcursussen aan de Vrije Nijverheids- en Beroepsschool te Antwerpen, de school die de technici vormde voor de firma van fotografisch materiaal Gevaert. Na zijn legerdienst tijdens dewelke hij les volgt aan de Academie voor Schone Kunsten van Brussel, wordt hij aangeworven door de firma Fotogravure De Schutter, daarna in 1955 door Gevaert waar hij tot zijn pensioen zal blijven. Daar ontmoet hij Leo Dohmen, grote bekeerling van het surrealisme, die hem in contact brengt met Gilbert Senecaut die hem op zijn beurt voorstelt aan Tom Gutt. Deze drie ontmoetingen zijn bepalend voor de jonge schilder.
De eerste individuele tentoonstelling van Roger Van de Wouwer heeft plaats in 1963 in de boekhandel-galerie van Henri Mercier te Brussel. Meerdere doeken (Galathée, L'incorruptible) hebben schandaal veroorzaakt en een klacht bij het gerecht. Als antwoord wordt er een pamflet opgesteld door Tom Gutt waarin de geest waarmee Roger Van de Wouwer schilderde goed beschreven wordt:
Roger van de Wouwer a ouvert à toute volée les portes qui protégeaient la routine. Il est des fracas gais à entendre. A peine si, autour des gonds, quelques débris subsistent. Chacune de ses toiles constitue une salve contre le déjà vu. Le défi le plus intense circule comme une flamme à travers sa peinture.
Het pamflet verzamelde een vijftigtal handtekeningen, maar werd in Frankrijk eerder slecht ontvangen, zelfs bij de surrealistische groep, waar sommigen Galathée beschouwden als een belediging voor de vrouw.
Roger Van de Wouwer heeft vaak de modes in de kunst in zijn voordeel verdraaid, maar is ze soms ook voorafgegaan. Zijn schilderij Tableau reproduceert, lang voordat de conceptuele kunst er een procedé van maakt, de definitie van het woord "tableau" zoals men ze in het woordenboek vindt, maar het is slechts een van de veelvuldige manieren waarop hij de betekenis en functie van het beeld in vraag stelt. Bijgevolg is Roger dicht bij de geest van Marcel Duchamp en de ready-made, maar ook in tegenspraak ermee, met name als hij met een angstvallige nauwkeurigheid en met behulp van het penseel, een elektronisch circuit reproduceert, maar dan uitvergroot (La Transmission de la pensée) of als hij beelden gebruikt waarvan de wetenschappelijke oorsprong intrigeert. Na zijn schilderijen uit de beginperiode die elk meer dan bevallig voor het oog, de geest verplichten om anders te denken, heeft Roger series geschilderd, waar het beeld wordt versterkt door op het doek elementen samen te brengen met groot verschil in betekenis: cycli van verbrandingsmotoren en mannekens pis, penissen met diverse kruisen, alchemistische symbolen met moderne fysica… Talrijk zijn de doeken gebaseerd op «de uitdaging en de opstand», zoals door Paul Nougé wordt aanbevolen. Een van zijn schilderijen kan zeker als een manifest worden begrepen: het stelt een bokshandschoen voor, versierd met kleuren zoals op een schilderspalet (La Décantation). Samen met Gilles Brenta, werd een reeks gerealiseerd (Douaniers sans frontières) waarvan de aantrekkingskracht schuilt in de complementariteit van de twee schilders, elk verantwoordelijk voor een half schilderij dat door de andere wordt afgewerkt. Dat was in 1995 het laatste belangrijke werk van Roger die op 22 oktober 2005 is overleden.

## Individuele tentoonstellingen
- 1963: Roger van de Wouwer, Librairie La Proue, Brussel (van 25/05 tot 13/06). Tekst getekend Ossip-Lourié.
- 1965: Roger van de Wouwer, Cogeime s.a., Brussel (van 13/05 tot 24/05).
- 1966: Roger van de Wouwer, voorstelling van enkele werken, galerie Onze Schilders, Oostende (de hele zomer vanaf 1/07).
- 1968: Roger van de Wouwer, Galerie 44, Brussel (van 2/05 tot 31/05). Voorwoord van Tom Gutt: La Main souveraine.
- 1969: Roger van de Wouwer, Galerie GEBO, Antwerpen (van 25/04 tot 6/05). Voorwoord van Louis Scutenaire: Chef d'œuvre. Bij die gelegenheid, voorstelling van Il est toujours trop tard 1924 - 1928 van Louis Scutenaire, geïllustreerd door Roger Van de Wouwer.
- 1969: Op-o-mobiles, The Gallery Club, Albert Plage (Knokke) (van 31/10 tot 7/01/1970). Voorwoorden van Louis Scutenaire: Madame, disait Juve, allez rejoindre Fantômas, en van Jan Cremer[3]: Mysterie of Komplot.
- 1972: Roger van de Wouwer, Œuvres récentes, Galerie Aquarius, Brussel (van 17/11 tot 7/12). Teksten van Y. Bossut (Yves Bossut): L'horoscope d'un artisan de la terreur, Irine (Irène Hamoir): Une plante du genre réséda, L. Scutenaire: L'horrible vérité & Jeux faciles, T. Gutt: Le perce-yeux, M. Thyrion: Le retour de Roger Van de Wouwer.
- 1980: Roger van de Wouwer, Galerie La Marée, Brussel (van 19/04 tot 29/04). Voorwoord van Tom Gutt.
- 1984: Roger van de Wouwer, Galerie La Marée, Brussel (van 25/2 tot 10/03). Teksten van Jean Wallenborn: Un beau sujet, Louis Scutenaire, Marcel Mariën: L'ôtage à l'accent circonflexe, Irine, Tom Gutt:La bonne tenue.
- 1986: Roger van de Wouwer, Galerie Isy Brachot, Brussel (van 10/09 tot 11/10). Tekst van Tom Gutt: Écrit dans le genre contemporain.
- 1992: "roger van de wouwer", Antwerp Sailing Club, Antwerpen (van 25/06 tot 26/07).
- 1995: Douaniers sans frontières, tentoonstelling van de werken gerealiseerd in samenwerking met Gilles Brenta, Scheldestraat, 32, Antwerpen (van 11/03 tot 25/03).
- 1995: Le Moment agréable, tentoonstelling van werken gerealiseerd in samenwerking met Gilles Brenta, Galerie La Marée, Brussel (van 1/04 tot 8/04).
- 2016: Retrospectieve - Roger Van de Wouwer , Verbeke Foundation, Kemzeke (van 17/04 tot 30/10).
- 2020: Roger Van de Wouwer L'incorruptible - De onkreukbare, Kunstcentrum van het Rood Klooster, 1160 Brussel (van 31/01 tot 15/03).

## Groepstentoonstellingen
- 1962: Voorstelling tijdschrift Punt 5, Galerie Guy Dorekens, Antwerpen (24/03 tot 29/03).
- 1962: Exposition internationale Fantasmagie, Galerie d'Art Jean Dols, Luik (van 31/03 tot 12/04): Bérénice getoond.
- 1962: Fantasmagie sur le thème d'Uranus (IVe salon international), Galerie de la Madeleine, Brussel  (van 11/05 tot 23/5): Le signe de Mars (sic) getoond.
- 1962: Groepstentoonstelling, Galerie Guy Dorekens, Antwerpen (vanaf 16/06).
- 1965: 51e Nationaal Salon voor Schone Kunsten, Gent.
- 1966: Le Papier, Cogeime s.a., Brussel (van 3/05 tot 16/05).
- 1967: Le Papier II, Cogeime s.a., Brussel (van 11/04 tot 24/04).
- 1969: Introduction au surréalisme en Belgique, Salle communale, La Louvière (van 26/04 tot 11/05).
- 1969: Surréalisme pour ainsi dire, La Jeune Parque, Brussel (van 17/12 tot 10/01/1970).
- 1970: Surrealisme, Galerie GEBO, Antwerpen (van 23/06 tot 10/07 en van 3/08 tot 28/08).
- 1977: La Contre-bande, Galerie La Marée, Brussel (van 25/03 tot 2/04).
- 1978: Menu, Galerie Florence (restaurant-galerie d'art), Brussel (van 10/06 tot 31/08).
- 1982: La Marée se retire, Galerie La Marée, Brussel (van 16/01 tot 23/01).
- 1983: Goden en idolen, De Warande, Turnhout (van 12/03 tot 10/04).
- 1984: Art et Sport, Musée des Beaux-Arts, Mons (van 23/03 tot 3/06).
- 1986: Le Surréalisme en Belgique I, Galerie Isy Brachot, Paris (van 16/04 tot 10/07).
- 1986: Arte e Alchimia, Biënnale van Venetië (van 29/06 tot 28/09).
- 1990: Tire la langue: un pays d'irréguliers, Centre culturel du Botanique, Brussel (van 26/09 tot 11/11).
- 1991: Les Irréguliers du langage, Musée d'Art Contemporain, Duinkerke (van 3/05 tot 10/06).
- 1992: Woord en Beeld, MuHKA, Antwerpen (van 27/06 tot 15/11).
- 1992: Les irréguliers du langage, Casa Museo Murillo, Sevilla (van 24/09 tot 29/11).
- 1992: Hommage à Michel Thyrion, Librairie Crucis, Brussel (20/11 tot 9/12).
- 1993: Les irréguliers du langage, Commissariat aux Relations internationales de la communauté française de Belgique, rondreizende versie met 80 panelen met reproducties.
- 1995: Paul Nougé, Maison du Spectacle La Bellone, Brussel (van 14/02 tot 15/04).
- 1995: Le Surréalisme en Belgique, Espace Sculfort, Maubeuge (van 17/11/95 tot 7/01/96).
- 1996: « Het bekoorlijke is mooi », Irène, Scutenaire, Magritte and C° Koninklijke Musea voor Schone Kunsten, Brussel, (van 13/09 tot 15/12).
- 1998: Les affinités suffisantes, Musée Ianchelevici, La Louvière (van 19/09 tot 25/10).
- 2004: Le Surréalisme en Belgique, Nationaal Museum voor Kunst van Roemenië, Boekarest (van 7/10 tot 5/12).
- 2006: Arts et Sciences, wetenschappelijke tentoonstelling, Maison de la Science, Luik (van 8/05 tot 30/10)[4]
- 2007: Le Surréalisme en Belgique 1924-2000, BAM, Bergen (van 18/03 tot 19/08)[5]
- 2010: Collages@Romantiek, Galerie Alfons Blomme & voormalige Nationale Bank, Roeselare (van 6/02 tot 28/02).
- 2010: Deurnroosje, tentoonstelling in de winkelvitrines, Turnhoutsebaan, Deurne (van 18/08 tot 22/08).
- 2011: Oh Crisis 2.0, Huize Frankendael, Amsterdam (van 28/03 tot 28/05).
- 2012: Un abécédaire pour La Louvière, Centre de la Gravure et de l'Image imprimée, La Louvière (van 29/9/2012 tot 6/01/2013)[6]
- 2014: Abécédaire du surréalisme , Centre Wallonie-Bruxelles, Paris (van 6/02 tot 6/04/2014).
- 2015: The Discreet Charm of the Bourgeoisie, Surrealism in Belgium, The Baker Museum, Naples, Florida, USA (van 31/01 tot 3/05/2015).
- 2017: Collages & Assemblages (publicatie geïllustreerde catalogus), Verbeke Foundation, Kemzeke (van 23/04 tot 30/10/2017).
- 2018: Het Imaginaire en Figuratieve in de Kunst van de Collage, Kunstcentrum van het Rood Klooster, Brussel (van 08/06 tot 22/07/2018).
- 2019: Magische collages, Stedelijk Museum Schiedam,  (van 19/10/2019 tot 19/01/2020).
- 2019: Surrealism in Knokke, Galerij Ronny Van de Velde[7], (van 15/12/2019 tot 1/03/2020).
- 2022: Sans dieu, sans maître, sans roi et sans droits, Verbeke Foundation,  (van 12/06/2022 tot juni 2023).
- 2023: Le mal du Pays, Galerij Rossaert - Ronny Van de Velde[7], (van 21/01/2023 tot 26/03/2023).
- 2023: Wintertentoonstelling, Verbeke Foundation, Kemzeke (van 19/11/2023 tot 28/04/2024).
- 2024: Histoire à ne pas rire BOZAR Brussel (van 21 februari tot 16 juni 2024).
- 2024: Centenaire du surréalisme "Ça est deux pipes"  Centre Daily-Bul & C°  La Louvière (van 27/09/2024 tot 09/03/2025).
- 2024: Surrealisme : De werkelijkheid dooreengeschud BAM Bergen (van 19 oktober tot 16 februari 2025).
- 2024: Wintertentoonstelling, Verbeke Foundation, Kemzeke (van 17/11/2024 tot 20/04/2025).
- 2024 fête surréaliste - Een knipoog naar het surrealisme in Antwerpen - Berchem Campo & Campo  (van 13 november tot 18 januari 2025).

## Individuele publicaties
- Un Conte de Fées, Berchem-Antwerpen, Les Editions de la Serfouette, 1967 (21 tekeningen)[8] met afbeeldingen van schilderijen. Voorwoord & nawoord van Gilbert Senecaut (Faites vos jeux! - Rien ne va plus!).
- J'ai montré quelquefois ce que l'homme croit voir, Berchem-Antwerpen, Les Editions de la Serfouette, 1968 (1 tekening begeleid door twee teksten van Claudine en Tom Gutt).
- Deux farceurs (in samenwerking met Yves Bossut), s.l., s.d. (c. 1969).
- Les croisades, Brussel, Le Vocatif, n° 2, november 1972 (6 tekeningen).
- Sans titre, Brussel, Le Vocatif, n° spécial, november 1972 (ter gelegenheid van de tentoonstelling in de galerie Aquarius) (6 tekeningen).
- Sans titre, Brussel, Le Vocatif, n° 57, maart 1974 (6 tekeningen).
- Sans titre, Brussel, Le Vocatif, n° 102, februari 1976 (6 tekeningen).
- Conchyliologies, Brussel, Le Vocatif, n° 135, juni 1977 (4 tekeningen).
- Sans titre, Frassem-Arlon, Le Bon Plaisir, 1ste serie, zonder n°, 30 november 1985 (1 tekening).
- Douaniers sans frontières, in samenwerking met Gilles Brenta (twee boeken met elk 12 tekeningen), Brussel, Une passerelle en papier, 1995.

## Illustraties
- Tom Gutt, Ambages, s.l., 1967 (1 tekening).
- Gilbert Senecaut, On ne change pas d'épaule un fusil à deux coups, Brussel, collectie "Une passerelle en papier", 1968 (2 tekeningen).
- Scutenaire, Il est toujours trop tard 1924 - 1928, 10 gravures van Roger van de Wouwer, Berchem-Antwerpen Les Editions de la Serfouette, 1969.
- Tom Gutt, L'ordre alphabétique, Brussel, 1970 (12 tekeningen).
- Louis Scutenaire, Mes Inscriptions 1945 - 1963, Brussel, 1976 (een van de 15 gravures van de 120 luxe exemplaren).
- Gilbert Senecaut, Livraison sans domicile précédé de A dessein dessin et demi, Brussel, Brassa, 1980 (29 tekeningen).
- Louis Scutenaire, La Citerne, Brussel, Brassa, 1987 (portret van de auteur in inkt).
- Henri Pastoureau, Le cycle de Berlin, Brussel, Une passerelle en papier, 1988 (2 tekeningen).
- André Thirion, Portrait d'André Breton suivi de Bavardages et Parodies, Brussel, 1989 (reproductie van het portret van André Breton).
- Michel Thyrion, L'imagination du chien, Brussel, Une passerelle en papier, 1996 (9 tekeningen).
- Jacques Wergifosse, Variations sur un thème, Brussel, 2001 (portret van de auteur in inkt).
- Jacques Wergifosse, Troisième chanson perdue, Brussel, Collection La Chanson perdue, 2001 (1 tekening).
- Tom Gutt, Jean Wallenborn, La porte ouverte est fermée, Les Editions de Furfooz, 2015 (1 tekening).

## Films
- Over Roger Van de Wouwer:

A bout portant, een film over Roger Van de Wouwer, gerealiseerd door Claude François, geschreven door Jean Wallenborn en Claude François, geproduceerd door PBC Pictures, Ambiances asbl, RTBF/Unité Documentaire, met behulp van het Centre du Cinéma et de l'Audiovisuel de la Communauté Française de Belgique en de Waalse distributeurs (2006).
- Met vermelding van Roger Van de Wouwer:

Le Désordre alphabétique, een film over het surrealisme in België, geschreven en gerealiseerd door Claude François, geproduceerd door Image Création (2012).